# Jean-Pierre Morin

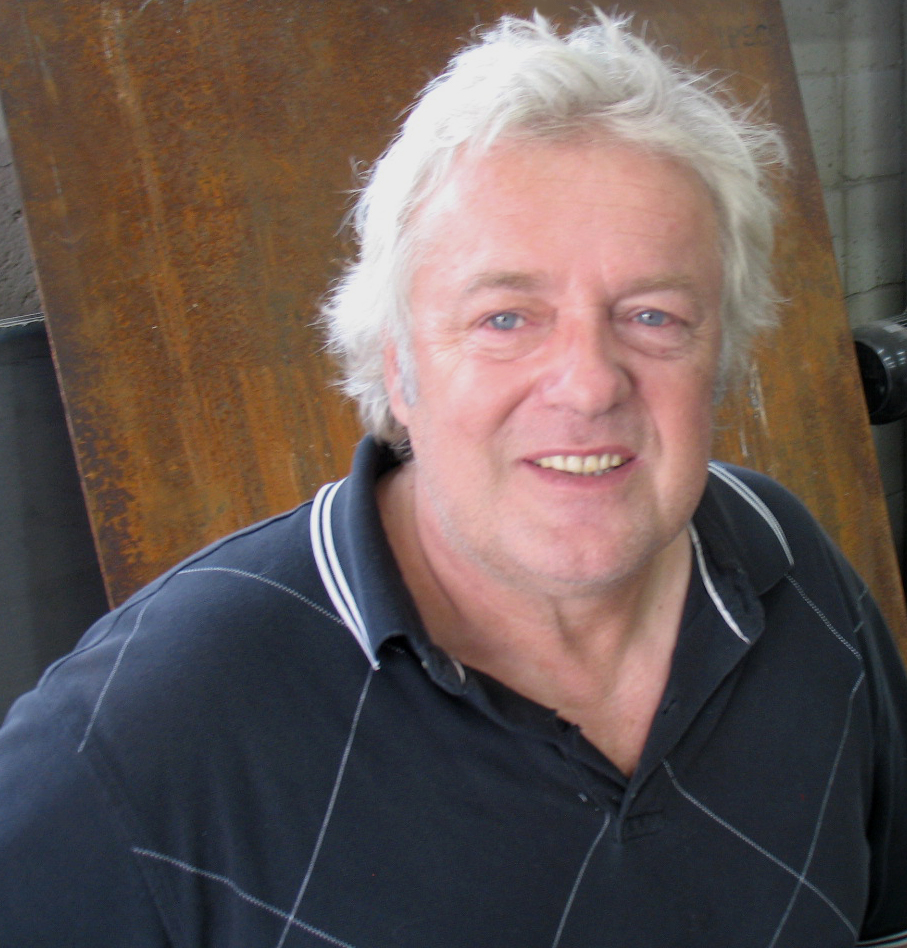
Portret Jean-Pierre Morin

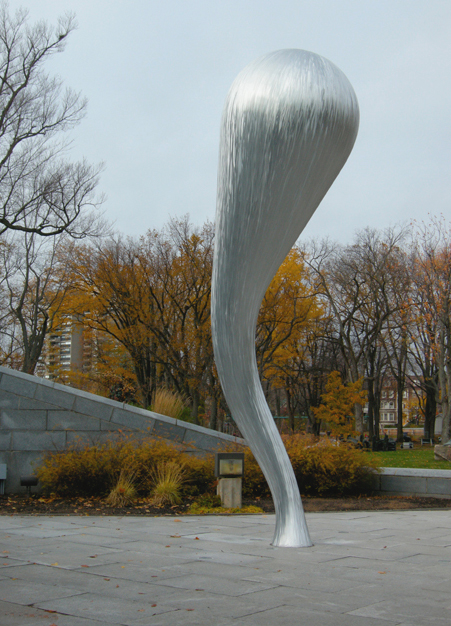
Trombe (2008) in Québec

Jean-Pierre Morin (Saint-Anselme (Québec), 25 oktober 1951) is een Canadees beeldhouwer.

## Leven en werk
Morin studeerde achtereenvolgens kunst aan de Université Laval van Québec en beeldhouwen aan de Université Concordia van Montréal.
Vanaf 1987 werd zijn werk regelmatig geëxposeerd bij Galerie Lacerte in Québec. Hij ontving in 2003 de Prix reconnaissance Videre van de stad Québec. Tevens ontving hij in 2007 de prijs van de Fondation Monique et Robert Parizeau, die aan een kunstenaar uit Québec wordt verleend die zich als beeldhouwer onderscheidt.
Morin heeft in de steden Québec, Montréal en Toronto meer dan dertig werken gecreëerd voor de publieke ruimte, waarvan het merendeel in het kader van de integratie van architectuur en kunst, dan wel milieu/omgeving en kunst, zoals de sculptuur bij de Grande Bibliothèque van Montréal (1%-regeling).
Morin is de schepper van de sculptuur Trombe, die op 5 november 2008 op het plein voor het Musée national des beaux-arts du Québec in Québec werd geplaatst. De beeldhouwer kreeg de opdracht ter gelegenheid van de vijfenzeventigste verjaardag van het museum.
Jean-Pierre Morin leeft en werkt in Québec.

## Werken in de openbare ruimte
- 2009 - Sentinelles, Yonge Street in Toronto
- 2008 – Trombe, Musée national des beaux-arts du Québec (Québec)
- 2006 – Bruine, Flora International 2006 (Montréal)
- 2006 – Temps d'arrêt, parc Molson (Montréal)
- 2005 – Reaching for the clouds, aluminium en cortenstaal, Town Hall Square Park (Toronto)
- 2004 – Espace fractal, aluminium en cortenstaal, Grande Bibliothèque (Montréal)
- 2000 – Centre de formation professionnel (Matane)
- 1999 – Aube, aluminium, Complexe de Santé et CLSC Paul-Gilbert, (Charny)
- 1998 – Sous-bois I, aluminium, pavillon technique (Québec)
- 1998 – Sous-bois II, aluminium, Îlot-Fleury (Québec)
- 1998 – Centre hospitalier Saint-Joseph de la Malbaie (La Malbaie)
- 1997 – Éclosion, aluminium, Centre de Foires de Quebec (Québec)
- 1997 – Convergence, aluminium, (sinds 2008) Promenade Samuel-De Champlain (Québec)
- 1995 – Collège Montmorency, Laval
- 1994 – La Pierre et le Feu, Parc René-Lévesque, Lachine, Montréal
- 1994 – Université du Quebec à Trois Rivières, Trois-Rivières (Québec)
- 1991 – Monument pour une feuille, Société de l'assurances automobile du Quebec (Québec)
- 1990 – Feuilles, Édifice Champs-de-Mars, Banque Nationale, Montréal
- 1990 – Feuille-Flamme, cortenstaal, Pavillon Abitibi-Price, Université Laval (Québec)
- 1990 – Table-Flamme, cortenstaal, École Wilbrod-Berher (Québec)
- 1989 – Emporté par le vent, rvs, palais de justice, Saint-Joseph-de-Beauce (Québec)
- 1989 – Paysage, École Curé-Beaudet, Saint-Éphrem-de-Beauce (Québec)
- 1988 – Réflexion sur un cours d'eau, staal, centre administratif et de services Montmorency, Hydro-Québec (Québec)
- 1987 – Souvenir d'un cours d'eau, cortenstaal, parc de la Confédération (Baie-Comeau)

## Fotogalerij

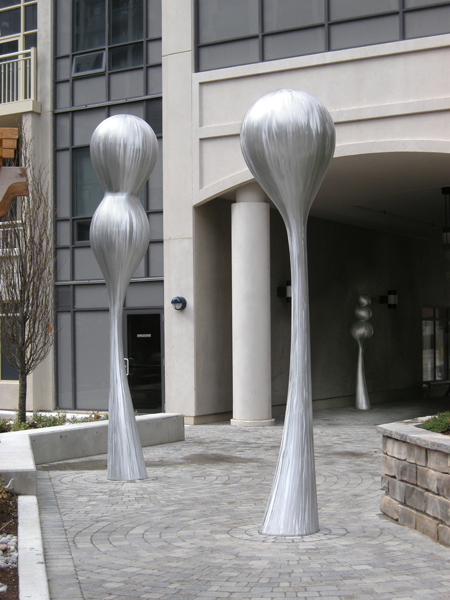
Sentinelles, (2009), Toronto
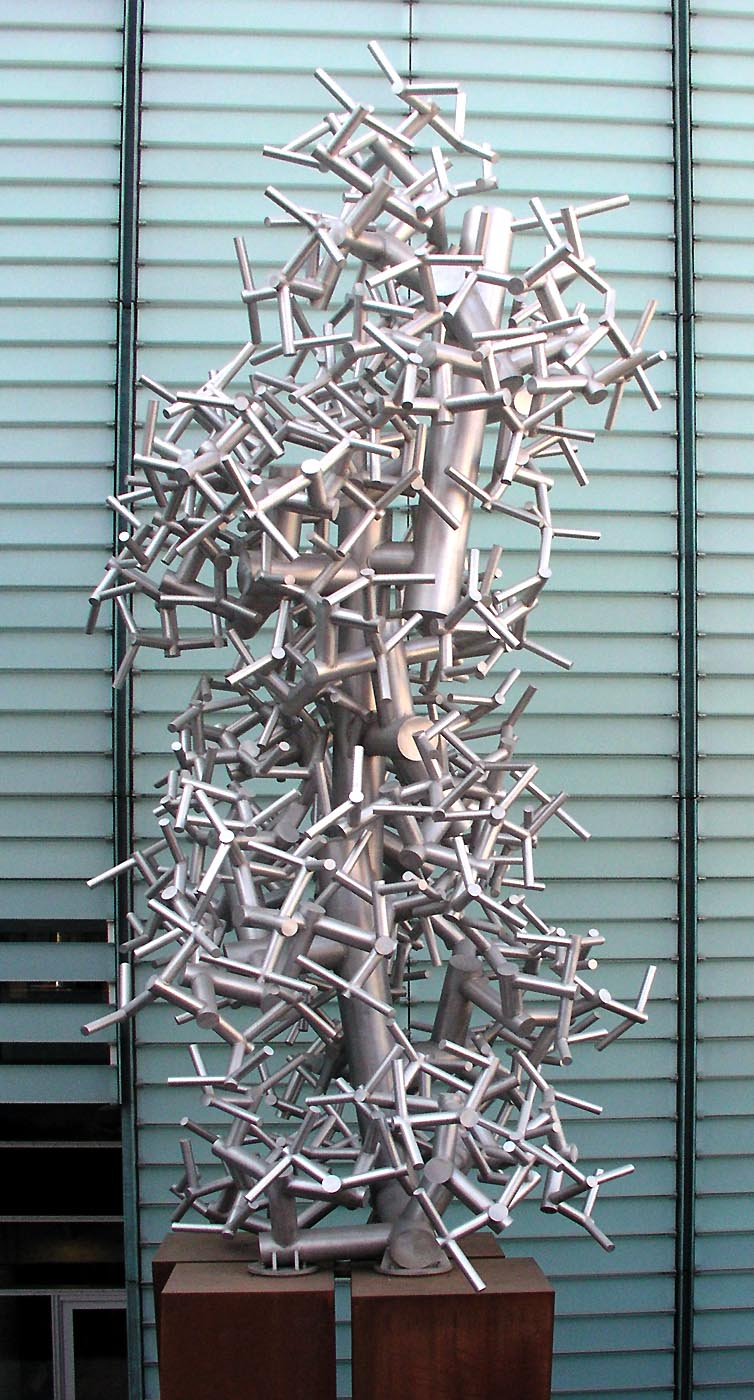
Espace Fractal (2004), Montréal
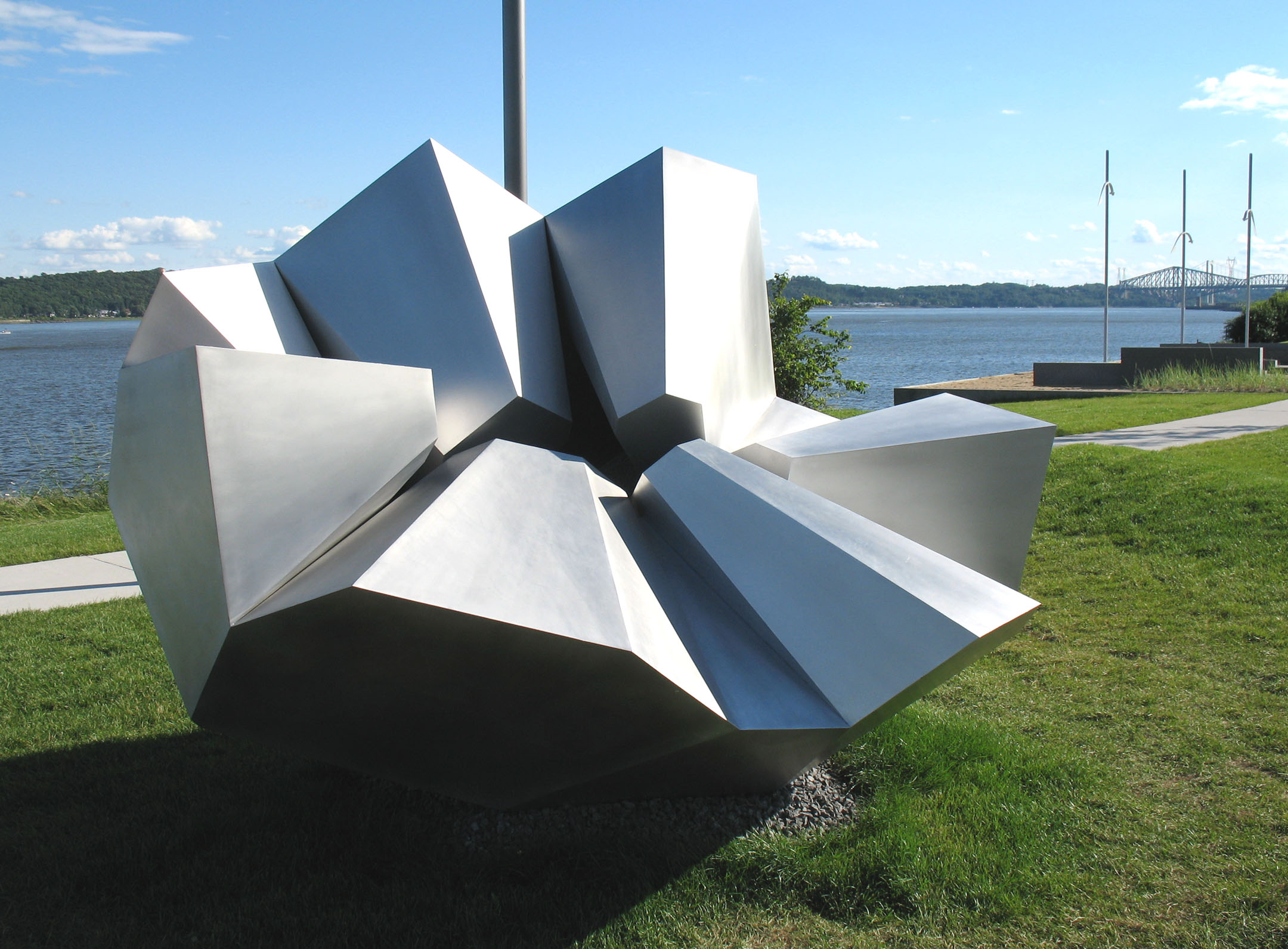
Convergence (1997), Québec
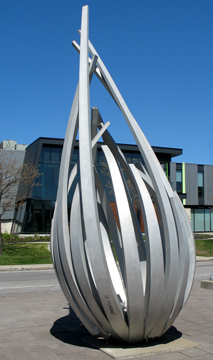
Éclosion (1997), Québec
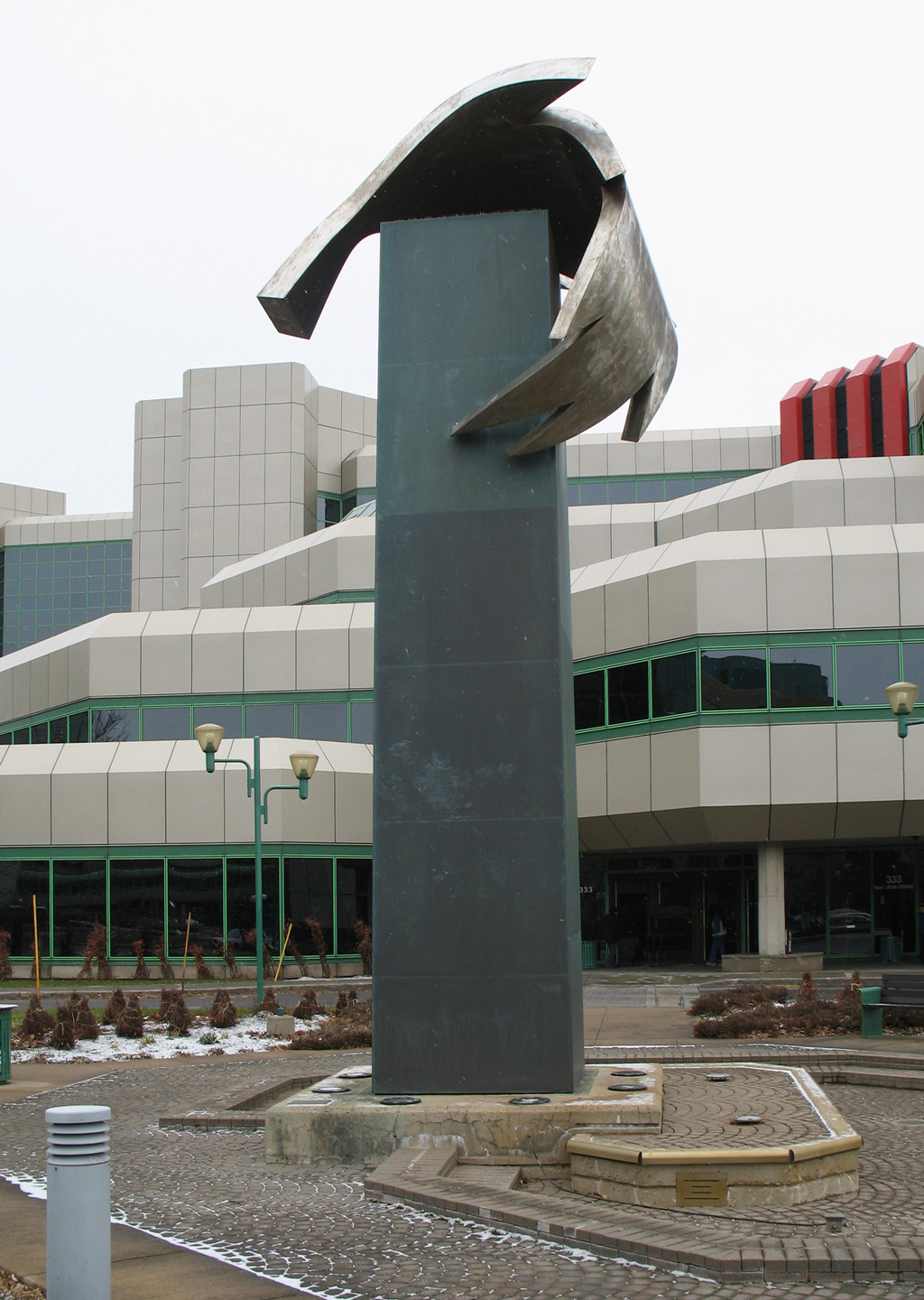
Monument pour une feuille (1991), Québec

- Bibliothèque nationale de France: cb159332787 (data)
- International Standard Name Identifier: 0000 0000 7368 5769
- Library of Congress Control Number: n2006008412
- Système universitaire de documentation: 117599182
- Virtual International Authority File: 24021502
- WorldCat: E39PBJyxg3MhbjKvP3F9Rc3hHC